# Typhlops tetrathyreus
Typhlops tetrathyreus är en ormart som beskrevs av ThomasS 1989. Typhlops tetrathyreus ingår i släktet Typhlops och familjen maskormar. Inga underarter finns listade i Catalogue of Life.
Denna orm förekommer i Haiti kring landets huvudstad. Arten lever i låglandet och i kulliga områden upp till 500 meter över havet. Den vistas i skogar och på odlingsmark. Typhlops tetrathyreus gräver i lövskiktet och i det översta jordlagret. Honor lägger ägg.
Beståndet hotas av landskapsförändringar. IUCN listar arten som starkt hotad (EN).